# 30 Seconds to Mars
30 Seconds to Mars je američki alternativni rock sastav iz Los Angelesa.

## Članovi sastava
- Jared Leto - vokal
- Shannon Leto - bubnjevi

### Bivši članovi
- Solon Bixler - gitara
- Matt Wachter - bas gitara
- Kevin Drake - bas gitara
- Tomo Miličević - gitara

## Diskografija

### Albumi
- 2002.: 30 Seconds to Mars
- 2005.: A Beautiful Lie
- 2009.: This Is War
- 2013.: Love, Lust, Faith and Dreams
- 2018.: America
- 2023.: It's the End of the World but It's a Beautiful Day

### Singlovi
- 2002.: "Capricorn (A Brand New Name)"
- 2003.: "Edge of the Earth"
- 2005.: "Attack"
- 2006.: "The Kill"
- 2006.: "From Yesterday"
- 2007.: "A Beautiful Lie"
- 2009.: "Kings and Queens"
- 2010.: "This Is War"
- 2010.: "Closer to the Edge"
- 2011.: "Hurricane"
- 2011.: "Night of the Hunter"
- 2013.: "Up in the Air"
- 2013.: "Do or Die"
- 2013.: "City of Angels"
- 2017.: "Walk on Water"
- 2018.: "Dangerous Night"
- 2018.: "Rescue Me"

## Vanjske poveznice
- Službena stranica (engl.)